# Daniel Bloch
Pour les articles homonymes, voir Bloch.
Daniel Bloch, né le 19 octobre 1938 à Remiremont (Vosges), est un ingénieur et physicien français. Il collabore aux politiques nationales d'éducation.

## Biographie
Daniel Bloch est né le 19 octobre 1938 à Remiremont où son grand-père s'était établi, ce dernier ayant choisi de quitter l'Alsace pour cette ville lorsque  l'Alsace fut annexée par l’Allemagne après la guerre de 1870. Après des études secondaires au lycée de Remiremont, il   passe deux ans en classes préparatoires au lycée Saint-Louis, à Paris, avant d’être admis à l'Institut  national polytechnique de Grenoble (INPG) dont il sort ingénieur diplômé en 1959. Chercheur au Centre national de la recherche scientifique (CNRS), de 1959 à 1965, il prépare une thèse sous la direction du professeur Louis Néel, prix Nobel de physique, thèse  soutenue en 1965. Il s’engagera sur le plan syndical dans le cadre de l’Union nationale des étudiants de France (UNEF), à Paris au sein de l’Association générale des étudiants préparant les grandes écoles scientifiques (AGPGES), et à Grenoble au sein de l’Association générale des étudiants grenoblois (AGEG). Il prendra également des responsabilités, sur le plan politique, à Paris, au sein de la Nouvelle Gauche et à Grenoble dans celui du Parti socialiste unifié (PSU).

## Carrière
Après une année postdoctorale à l’université de Pennsylvanie (1965-1966), Daniel Bloch est nommé professeur de physique à l’INPG. Il en sera Président de 1981 à 1987 après avoir été, de 1976 à 1981, directeur d’une de ses composantes, l’École nationale supérieure d'ingénieurs électriciens de Grenoble. La carrière de Daniel Bloch s’oriente, dès 1984, vers la haute administration de l’Éducation nationale. Il mène plusieurs missions relatives à l'enseignement professionnel : il préside ainsi la Mission nationale École-Entreprise de 1984 à 1985, puis le Haut-Comité Éducation-Économie de 1986 à 1989,,, ayant été par ailleurs, de 1983 à 1988, membre du conseil d'administration de la Société grenobloise d'aménagement hydraulique (SOGREAH), aujourd'hui intégrée dans l'entreprise d'ingénierie Artelia ainsi que Président de l'Union des ingénieurs Dauphiné-Savoie. Nommé, en 1988, recteur de l’académie d’Orléans, il occupe ce poste jusqu’en 1991, date à laquelle il sera, jusqu’en 1993, directeur des enseignements supérieurs au ministère de l’Éducation nationale. En 1993, il devient professeur puis président (1994 – 1997) de l’université Joseph-Fourier à Grenoble. Il est ensuite nommé recteur successivement des académies de Nantes (1997), Montpellier (1998) et Reims (2000-2003). De 2003 à 2007, Daniel Bloch sera conseiller de Didier Migaud, président de la communauté d’agglomération grenobloise. De 2014 à 2017, il présidera notamment le groupe interministériel d'expertise des Campus des métiers et des qualifications.

## Collaborations aux politiques nationales d'éducation

### Le baccalauréat professionnel
Daniel Bloch propose, en 1985, la création du baccalauréat professionnel à  Jean-Pierre Chevènement, alors ministre de l'Éducation nationale. Ce baccalauréat est aujourd’hui, avec 180 000 diplômes attribués chaque année, le premier diplôme professionnel des enseignements secondaires et supérieurs, devant le Certificat d’aptitude professionnelle (CAP) et le BTS, avec 160 000 diplômes chacun. Jean-Pierre Chevènement, dans ses Mémoires, écrit, en 2020 : « A la veille des élections de 1986, Laurent Fabius avait réuni ses ministres devant les caméras de la télévision. Chacun devait dire la mesure, dont, dans son bilan, il était le plus fier. Quand mon tour arriva, je ne citai que le baccalauréat professionnel. »

### 80% de la génération «au niveau» du baccalauréat à l’an 2000
Cet objectif, qui allait de pair avec la création du baccalauréat professionnel, a lui aussi été retenu par Jean-Pierre Chevènement. Il sera maintenu par ses successeurs, René Monory et Lionel Jospin.  Il avait fait l’objet d’une loi de programmation.Comme le rappelait Frédéric Gaussen dans Le Monde du 22 juin 1985 : « Le projet de loi a pu être conduit aussi rapidement grâce à l’important travail de réflexion mené en même temps par la « Mission Bloch » sur les relations entre l’École et l’Entreprise, qui a permis aux représentants de l’enseignement professionnel et des milieux professionnels d’étudier l’ensemble des problèmes posés. » Cet objectif n’a été qu’approché en l'an 2000, en dépit d’une contribution significative du baccalauréat professionnel, alors attribué à 90 000 candidats. En 2020, la proportion des sortants de formation initiale munie d’un baccalauréat ou d’un diplôme équivalent atteint 81 % . L’objectif « 80 % de la génération au niveau du baccalauréat », a constitué, selon Florence Maillochon, sociologue et directrice de recherche au CNRS, « un projet mythique pour organiser l’avenir », mais aussi « une prophétie autoréalisatrice. »

### Les classes de quatrième et de troisième technologiques ou professionnelles
Parmi les propositions soumises à René Monory figurait l’introduction de classes de 4e et de 3e à option technologique en Collège ou en Lycée professionnel ainsi qu’à l’introduction de classes de 4e et de 3e à option professionnelle en Lycée professionnel ou en CFA. Il était en effet essentiel de réduire rapidement les flux de sortie, en fin de classe de cinquième, vers les classes pré-professionnelles de niveau (CPPN) ou encore vers les classes de 4e et de 3e préparatoires à l’apprentissage (CPA), et même, pour les élèves plus âgés, de réduire, l’accès direct, toujours en fin de cinquième, aux formations préparant en trois années au Certificat d’aptitude professionnelle (CAP-3). Au mitan des années 1980, seulement 40 % des élèves entrés en sixième parvenaient en classe terminale des lycées c’est-à-dire « au niveau du baccalauréat », soit moitié moins que ce qu’exigeait l’objectif 80 %, ainsi impossible à atteindre compte tenu de la mise à l’écart   de près de 30 % des élèves dès la fin de la classe de 5e. René Monory écrit, dans un numéro spécial du Bulletin officiel de l’Éducation nationale consacré à ces nouvelles classes de quatrième et de troisième, qu’il fait siennes les propositions du Haut-Comitéqui peuvent alors être mises en œuvre, permettant d’assurer, pour un temps, tout à la fois la montée en puissance du baccalauréat professionnel et d’approcher l’objectif 80 % au niveau du baccalauréat à l’an 2000. François Bayrou supprimera les 4e et les 3èmes technologiques en Collège par un arrêté en date du 26 décembre 1996, et Ségolène Royal les classes de 4e et de 3e en Lycée professionnel, à la suite des recommandations du rapport Collège à l’an 2000 remis par François Dubet, Alain Bergougnoux et Marie Duru-Bellat. Il n’en restera plus en 2003. A la montée en puissance des quatrièmes et troisièmes technologiques ou professionnelles avait été associée une nette amélioration du niveau de compétences des élèves à la sortie du collège. Leur suppression a conduit à sa détérioration. Il est ainsi apparu nécessaire à François Fillon, en 2005, d’en réintroduire – compte tenu des difficultés auxquelles avaient conduit ces suppressions, sous la forme de classes de troisième de découverte professionnelle, sans les réintroduire en classe de quatrième, et de façon quantitativement beaucoup plus modeste.

### Les formations technologiques supérieures et les Instituts universitaires professionnalisés
Parmi les objectifs à l’an 2000 proposés à Jean-Pierre Chevènement en 1985 par la Mission École-Entreprises, puis à René Monory, en 1987, par le Haut Comité Éducation-Économie figuraient à la fois le doublement du nombre de diplômes de techniciens supérieurs (DUT et BTS) et également celui des ingénieurs. Le Président François Mitterrand demande dans un discours prononcé à Évry, le 31 mai 1990, que le nombre de places dans les formations d’ingénieurs soit non plus doublé en dix ans, mais en seulement quatre ans.  Il avait été proposé antérieurement  que soient créées, au sein des Universités, une filière destinée à former, en quatre ans, des «ingénieurs technologues » ainsi qu’un un dispositif destiné à mieux former les ingénieurs par la recherche.  Cette proposition est mise en œuvre afin d’accélérer le rythme de croissance des formations d’ingénieurs – sous l’intitulé ingénieur-maître – au sein des Instituts universitaires professionnalisés alors créés par Claude Allègre.  Le Plan Universités 2000 développé par Lionel Jospin et Claude Allègre devait ainsi permettre d’atteindre l’objectif[ fixé par le président François Mitterrand, bien qu’avec quelques années de retard. À la conférence de Bologne, en juin 1989, suivie de celle de Berlin, en septembre 2003], est introduit un espace universitaire européen des diplômes caractérisé par le triptyque Licence – Master – Doctorat, ou LMD. Le décret du 8 avril 2002 applique cette réforme au système français d'enseignement supérieur. Le niveau Master ayant été fixé à Bac+5, celui de sortie des écoles d’ingénieurs. La circulaire du 3 septembre 2003 impose aux IUP de s’adapter au nouveau système. Le titre d’ingénieur-maître est supprimé. À la rentrée 2006, 320 IUP disparaissent, leurs moyens étant alors consacrés à la mise en place de masters professionnels.

### Les Campus des métiers et des qualifications
Dans le rapport de mai 1985 de la Mission École - Entreprises était avancée l’idée de fédérer les formations technologiques et professionnelles nouvelles ou préexistantes, afin d’aboutir à un partage des moyens technologiques lourds, de développer une politique commune de formation continue et d’organiser de façon collective les stages en entreprise. Il s’agissait également de faire en sorte que leurs moyens puissent être utilisés comme centres de ressources pour les PME/PMI locales et qu’ils puissent contribuer à la création de nouvelles activités ou de nouvelles entreprises. Il fallut cependant attendre 2013 pour que ce type de structure fédérative se mette en place, avec les Campus des métiers et des qualifications. Ceux-ci résultent d’une rencontre, en 2013, entre Arnaud Montebourg, ministre du Redressement productif, et Vincent Peillon, ministre de l’Éducation nationale. L’acte de naissance est discret, puisqu'il faisait seulement l’objet d’une annonce dans l’annexe à la loi du 8 juillet 2013, dite de loi pour la « Refondation de l’école de la République » sous la forme suivante : « Au-delà de la nécessaire modernisation de la carte des formations, il conviendra de faire émerger des campus des métiers, pôles d'excellence offrant une gamme de formations professionnelles, technologiques et générales, dans un champ professionnel spécifique. Ces campus pourront accueillir différentes modalités de formation (statut scolaire, apprentissage, formation continue, validation des acquis de l'expérience) et organiser des poursuites d'études supérieures et des conditions d'hébergement et de vie sociale ». Daniel Bloch est désigné le 31 octobre 2014 comme président du groupe d’experts pour l’examen des Campus, nommé à cette fonction tout à la fois par le ministre de l’Éducation nationale et ceux de l’enseignement supérieur et de la recherche, de l’économie et du travail, de l’emploi et de la formation professionnelle. Il reçoit, en complément, de la Ministre de l’Éducation nationale, Najat Vallaud-Belkacem, une mission dévolue à  la mise en œuvre opérationnelle des campus existants ainsi qu'à leur pilotage territorial[. Il s’est alors agi de présider à la labellisation et l’évaluation des Campus et de piloter leur développement une fois ceux-ci habilités,. Il a ainsi été possible de transformer ce qui était au départ un label en une structure organisée, chacun des Campus étant doté d’un directeur opérationnel ayant exercé des activités en entreprise et avec des financements, notamment obtenus dans le cadre des Programmes d’investissements d’avenir (PIA).

### La philosophie en lycée professionnel
Un enseignement de philosophie avait été introduit, de façon expérimentale en terminale professionnelle dans les académies de Nantes, de Montpellier, puis de Reims,,. L’Inspection générale de philosophie a consacré un rapport, en 2007, à cette expérience rémoise. Son rapport souligne que l'enseignement de la philosophie en lycée professionnel, tel qu'il a pu être 'examiné dans l'académie de Reims, avait fait la preuve de son opportunité et de sa faisabilité. Les inspecteurs  estiment qu'au-delà même des principes d'équité, les avantages éducatifs, mais aussi culturels et sociaux qu'en ont retirés les élèves, souvent les plus démunis, l'emportent très largement sur les coûts collectifs, au demeurant modestes. Aussi considèrent-ils que son développement dut être soutenu et encouragé. Une étape a été franchie, à la rentrée 2021, avec la possibilité offerte par Jean-Michel Blanquer d’inscrire des « ateliers » de philosophie dans l’emploi du temps des élèves. Pour Frank Burbage, doyen du groupe de philosophie de l’Inspection générale : « La République veut des citoyens libres et éclairés. Cela requiert de savoir prendre des distances par rapport aux opinions des autres et par rapport à ses propres opinions ; c’est l’affaire de la philosophie. Mais, lorsque le bac professionnel a vu le jour en 1985, la philosophie s’est trouvée exclue du programme. D’emblée, nombre d’acteurs se sont interrogés sur la nécessité de combler cette absence "repérée d’emblée comme problématique". C’est le cas de Daniel Bloch (le "père" du bac pro). Les freins ont cependant été nombreux, y compris au sein des corps d’inspection qui considéraient que tous les élèves n’étaient pas capables de faire de la philosophie ».

### Pas de classe sans enseignant
En 1997, Claude Allègre et Ségolène Royal créent un groupe de travail chargé de mesurer, dans l’année, le nombre effectif de journées de scolarité année scolaire puis de proposer des mesures afin que celle-ci soit plus efficacement utilisée. Présidé par Daniel Bloch, recteur de l’académie de Nantes, ce groupe de travail, constitué sous forme de table ronde ouverte aux organisations socioprofessionnelles comme aux parents d’élèves, avait autant pour objectif de calmer les esprits, après des déclarations ministérielles fracassantes sur l'absentéisme des enseignants, que de trouver des solutions satisfaisantes au problème de leur remplacement. « Il y a beaucoup d'absentéisme dans l'éducation nationale, il faut mettre fin à cela. 12 % d'absentéisme, c'est beaucoup trop. Il y a des gens qui considèrent qu'ils ont droit à des congés maladie, pas moi », avait déclaré Claude Allègre, le jour de la rentrée scolaire. Quelques jours plus tard, aux journées parlementaires du PS à Montpellier, le ministre surenchérissait : « Les enseignants ont quatre mois de vacances et en plus ils prennent leurs congés-formation sur la scolarité. [Ils sont) en formation huit jours après la rentrée, laissant les enfants tout seuls. » M. Allègre avait déclenché un beau tollé syndical, relayé par les organisations de parents d'élèves. Le nombre effectif de journées est en effet distinct du nombre de jours attendus, et cela pour de multiples raisons : enseignants absents pour maladie, afin de participer à des actions de formation continue, convoqués pour participer à des jurys d’examens, ou encore ne pouvant enseigner les locaux d’enseignement étant occupés pour la tenue d’examens. Ce groupe de travail note que, depuis l’entrée en classe maternelle jusqu’au baccalauréat, près d’une année entière de scolarisation n’est pas assurée. Le rapport intitulé : « Pas de classes sans enseignants », propose vingt mesures destinées à y mettre fin, une charte de bon fonctionnement du service public et un dispositif de suivi mensuel de l’évolution des paramètres décrivant cette efficacité à retrouver. Les organisations professionnelles, tout en approuvant ces propositions qui disculpent les enseignants, mettent immédiatement en avant le fait que leur mise en œuvre demande des moyens qui ne vinrent pas. Jack Lang met fin à ce suivi et à ce dispositif. Plusieurs ministres, Xavier Darcos et Vincent Peillon notamment - se sont efforcés plus tard, mais sans succès de reprendre ce dossier. La question du remplacement reste une question mal résolue. Avec désormais l’organisation des épreuves de spécialité dès le mois mars, résultant de la réforme du baccalauréat conçue par Jean-Michel Blanquer pour permettre une prise en compte des notes dans Parcoursup, le dispositif d’affectation des bacheliers dans l’enseignement supérieur – tout laisse à penser aux enseignants et aux proviseurs qu’elles devraient conduire à un absentéisme encore plus précoce.

### La voie professionnelle: un parcours complet de formation
L’histoire de l’enseignement professionnel, depuis 1985, avec  la création du baccalauréat professionnel par Jean-Pierre Chevènement, en passant par la « transformation de la voie professionnelle » de 2018, jusqu’à son élévation, en 2023, en tant que « grande cause nationale », par le Président Emmanuel Macron , a fait l’objet d’un ouvrage signé par Daniel Bloch en 2022. Selon Stéphane  Lembré, « Daniel Bloch, : acteur important, témoin privilégié, y propose , selon une « histoire engagée » qui ne fait mystère ni de son rôle dans les transformations de l’enseignement professionnel – ses fonctions successives guident le parcours proposé, du secondaire vers le supérieur, afin de restituer les politiques menées –, ni de son intention de mettre en perspective la situation présente afin de guider des choix futurs ». Ces choix, développés dans le cadre de la Think-Tank Terra Nova, en 2022, visent à transformer en profondeur l’enseignement professionnel, avec un baccalauréat professionnel consolidé, pouvant se prolonger par un bachelor professionnel, préparé lui aussi en lycée professionnel, ces deux diplômes constituant les deux premières étapes dans la construction d’un parcours complet conduisant de la sortie du Collège jusqu’à un Master universitaire à caractère professionnel,,.Les étapes à franchir dans la construction de ce parcours complet de formation sont présentées dans un ouvrage intitulé "Quel avenir pour l'enseignement professionnel ? " paru en 1994 aux Presses universitaires de Grenoble. Des propositions présentées comme tout à la fois stratégiques et pragmatiques destinées à remettre l(enseignement professionnel en ordre de marche. Cet ouvrage est enrichi de trois dialogues portant sur les réformes proposées. Le premièr avec Pascal Vivier, secrétaire général du plus important syndicat de professeurs de l'enseignement professionnel, le second avec Estelle Folest, alors députée appartenant à la majorité présidentielle et le troisième avec 'Alexandre Portier, alors député Les Républicains du Rhône et actuel ministre de l'Enseignement professionnel; 

## Distinctions
- Commandeur de l'Ordre national du Mérite (2000) ;[réf. souhaitée]
- Officier de la Légion d'honneur (1997) ;[réf. souhaitée]
- Commandeur des Palmes académiques (2003) ;[réf. souhaitée]
- Médaille d'or de la Jeunesse et des sports (2000).[réf. souhaitée]

## Principales publications
- Thèse : les propriétés magnétiques des solides sous pression, publiée aux Annales de physique, Masson, 1965.
- Propriétés physiques des solides sous pression. Editions du CNRS, 1970.
- Pour une stratégie convergente du système éducatif et des entreprises (1985). La documentation française. 2de édition, 1988.
- 25 propositions pour l'avenir de l'école et des entreprises. La documentation française. 1987.
- Éducation - Économie. Quel système éducatif pour la société de l'an 2000? La Documentation française. 1988.

- D'autres lieux, d'autres cultures : clés pour l'éducation de demain. La documentation française. 1988.
- Fondateur et directeur de la publication de la revue Éducation - Économie.1988.
- Pas de classe sans enseignant. Rapport officiel. 1998.
- La découverte professionnelle au Collège. Rapport officiel. 2005.
- L'enseignement de la philosophie en lycée professionnel. Les cahiers philosophiques. 109 - 119, 65, 2005.
- Le recteur d'Académie. Deux cents ans d'histoire (ouvrage collectif) Cujas, 2008.
- École et démocratie. Pour remettre en route l'ascenseur économique et social. Presses universitaires de Grenoble, 2010.
- Contre l'échec scolaire : agir dès la petite enfance. Terra Nova, 2010.

- Le baccalauréat, 1808-2008. Certification française ou pratique européenne ? (Ouvrage collectif), Revue du Nord-INRP, 2010.
- Grenoble, cité internationale, cité d'innovations. Rêves et réalités (sous la direction de) Presses universitaires de Grenoble, 2011.
- Réinventer la ville. Regards croisés sur Grenoble (sous la direction de), Presses universitaires de Grenoble, 2013.
- Grenoble, le pari de la Métropole (sous la direction de), PUG, 2015.
- Campus des métiers et des qualifications. Enjeux, mise en œuvre et pilotage (sous la direction de) MENESR, 2016.
- Le procès du Doyen Chevalier en Haute Cour de justice. La Pierre & l’Écrit, Presses universitaires de Grenoble, 227-238, 28, 2017.
- René Gosse et Jacques Chevalier : deux doyens de l'Université de Grenoble sous le régime de Vichy. Bulletin académie delphinale, 48 -60, février 2018.
- L'enseignement professionnel, une priorité, Terra Nova, 13 décembre 2018.
- Le doyen Jacques Chevalier et la politique éducative du maréchal Pétain. La Pierre & l’Écrit, Presses universitaires de Grenoble, 167 - 188, 30, 2019.
- Jacques Chevalier, Emmanuel Mounier et la revue Esprit. La Pierre & l’Écrit, Presses universitaires de Grenoble, 189 - 226, 30, 2019.
- Henri Bergson, Jacques Chevalier et Emmanuel Mounier : trois philosophes face à leur temps, Bulletin de l'Académie delphinale, Presses universitaires de Grenoble, 40-57, 2020.
- Jacques Chevalier et Emmanuel Mounier. Deux philosophes face à leur temps, L'Harmattan, 2021.
- Henri Bergson et Jacques Chevalier. Deux philosophes face à leur temps, L'Harmattan, 2021.
- Une histoire engagée de l'enseignement professionnel. De 1984 à nos jours, Presses universitaires de Grenoble, 2022.
- Contributions grenobloises au développement de l'enseignement professionnel. Première partie : 1984-1992, in Bulletin de l'Académie delphinale, 70-81, 3, 2022.
- Un nouveau souffle pour l'enseignement professionnel. Terra Nova. 13 juin 2022.
- Contributions grenobloises au développement de l'enseignement professionnel. Deuxième partie : 1992 - 2021, in Bulletin de l'Académie delphinale, 36 - 45, 4, 2023.
- Quel avenir pour l'enseignement professionnel, Presses universitaires de Grenoble; 2024.